# The Forest Creative Loft
The Forest Creative Loft est un Tiers-Lieu et centre d'art, situé dans le premier arrondissement de la ville de Douala au Cameroun. C'est une véritable petite forêt de cœur de la ville de Douala I.

## Histoire
The Forest Creative Loft est créé en 2020 par Chantal Edie et Zacharie Ngnogue, un couple de photographe camerounais engagés dans la lutte pour la Justice sociale, la liberté et les droits humains.

## Activités
Parmi les activités de The Forest Creative Loft on peut citer :
- Une bibliothèque
- Un centre de loisirs
- Une médiathèque
- Une galerie[5]
- Un espace de résidence artistique
- Des Vernissages et expositions[6]